# Maria da Penha
Maria da Penha Maia Fernandes là một nhà sinh vật học và là người bảo vệ nhân quyền cho phụ nữ người Brazil. Cô ủng hộ quyền phụ nữ, đặc biệt chống lại bạo lực gia đình. Sinh năm 1945 tại Fortaleza, thuộc bang Ceará của Brazil, Maria da Penha là nạn nhân của bạo lực gia đình. Cô đã đưa ra một vụ kiện chống lại kẻ tấn công của mình để kết án, lần đầu tiên tại Tòa án Liên bang Brazil và sau đó là Tòa án Nhân quyền Liên Mỹ.
Vào ngày 7 tháng 8 năm 2006, tổng thống Brazil Luiz Inácio Lula da Silva đưa Luật Liên bang Brazil 11340 vào thực tế. Hiện được gọi là Luật Maria da Penha, nó đã tăng mức độ nghiêm trọng của hình phạt đối với bạo lực gia đình đối với phụ nữ, bất cứ khi nào nó xảy ra trong môi trường gia đình hoặc gia đình.

## Lịch sử
Năm 1983, chồng cô, giáo viên trường Colombia, Marco Antonio Heredia Viveros, đã cố gắng giết cô hai lần. Lần đầu tiên anh bắn cô trong giấc ngủ, nhưng cô vẫn sống sót, lần thứ hai chồng cô cố gắng làm điện giật cô trong khi cô tắm. Penha bị tê liệt do những cuộc tấn công này. Năm sau Maria da Penha bắt đầu một quy trình pháp lý chống lại Viveros. Bảy năm sau, chồng cô bị kết án 15 năm tù. Người bào chữa đã kháng cáo bản án và bản án đã bị lật tẩy. Một thử nghiệm mới được tổ chức vào năm 1996 và bản án 10 năm đã được áp dụng. Năm 2001, Viveros bị kết án tám năm tù. Thông qua các nguồn lực hợp pháp, anh ta bị bỏ tù hai năm. Viveiros được phát hành vào năm 2002.